# Heimo (Unternehmen)
Der Spielwarenhersteller Heimo GmbH war ein deutscher Hersteller von handbemalten Spiel- und Sammelfiguren für den europäischen Markt von ca. 1950 bis ca. 1980. Das Unternehmen ging aus einer Kooperation mit der US-amerikanischen Firma Marx hervor.

## Geschichte
Der Spielwarenhersteller produzierte seit Ende der 1950er Jahre zuerst in Kooperation mit der US-amerikanischen Hersteller Louis Marx & Co. – diese hatte ein weitverzweigtes Netz und ihre deutsche Filiale in Hamburg in der Kaiser-Wilhelm-Straße 89 – Sammelfiguren. Marx war zu dieser Zeit der bedeutendste Spielzeughersteller in den USA. Als „Toycoon“ war er 1955 auf dem Titelblatt des Time-Magazins. Ein Schwerpunkt lag auf Motiven nach Walt Disney neben allgemeinen populären Figuren aus Hart-PVC und später Hartgummi wie Wikinger, Römer, Piraten,  Ritter, Indianer und Cowboys sowie US-Soldaten. In vielen Fällen stammten die Formen von der ebenfalls von Marx gegründeten Charmore-Company. Während die für den US-Markt produzierten Figuren mit der Herkunftsbezeichnung „Germany“ produziert wurden, wurden ab den 1960er Jahren einige Figuren unverändert unter den Namen Heimo verbreitet; einige wurden sogar nur für die vom Marx-Geschäftsführer Heitmann gegründete neue Firma in Mölln produziert.
Nun wurden auch zeitnah Sets mit relativ wenigen Figuren zu neuen Themen produziert. So wurden Figuren für den lokalen (z. B. 1978 8 Figuren zu der Max-und-Moritz-Zeichentrick-Adaption mit Heinz Rühmann) sowie für den europäischen Markt passend zum aktuellen Kinder-Fernsehprogramm produziert (wie Heidi, Pinocchio, Wickie), aber auch international war man vertreten – so gab es beispielsweise zur Zeichentrickserie Gulliver von Hanna-Barbera (die auch 1979 im ZDF in Deutschland lief) bzw. zur dazugehörigen Comic-Serie von Bastei Figuren oder zu Disneys Zeichentrick-Kinofilm Robin Hood eine lizenzierte Figurenserie.
Diese Erfolgsgeschichte wurde sehr bald auch vom Spielwarenhersteller Schleich kopiert, der dann ab den 1990er die Marktführung übernahm. In den 1980ern war Heimo aber in den österreichischen Kinderzimmern sehr stark vertreten, da für die "jungen Sparer" diese Figuren als Werbegeschenk von der Postsparkasse (PSK) monatlich als Geschenk verteilt wurde.
Obwohl Heimo in vielen Ländern Europas verkauft wurde, sind nähere Informationen sehr rar und selbst vielen Sammlern kaum bekannt. Dies erklärt sich daraus, dass nur die wenigsten mit einem Firmennamen versehen worden sind (mitunter ist stattdessen der Lizenzgeber Zuiyo genannt) – Jahreszahlen finden sich nie. Das Logo zeigt einen Kreis mit einem Kreuz. Die Figuren sind in großen Massen produziert worden und gehören gleich den deutlich wertvolleren Linde-Figuren so gut wie in jede Kollektion eines Spiel- und Sammelfigurensammlers.